# Polje (Kreševo, BiH)
Polje je naseljeno mjesto u općini Kreševo, Federacija Bosne i Hercegovine, BiH.

## Stanovništvo

### 1991.
Nacionalni sastav stanovništva 1991. godine, bio je sljedeći:
ukupno: 482
- Hrvati - 427
- Muslimani - 24
- Srbi - 3
- Jugoslaveni - 21
- ostali, neopredijeljeni i nepoznato - 7

### 2013.
Nacionalni sastav stanovništva 2013. godine, bio je sljedeći:
ukupno: 790
- Hrvati - 770
- Bošnjaci - 7
- Srbi - 5
- ostali, neopredijeljeni i nepoznato - 8